# Max Noether
Max Noether (Mannheim, 24. rujna 1844. – Erlangen, 13. prosinca 1921.) bio je njemački matematičar koji se bavio algebarskom geometrijom. Bio je otac njemačke matematičarke Emmy Noether.
Bio je akademski mentor Emanuela Laskera.